# Chionolaena aecidiocephala
Chionolaena aecidiocephala là một loài thực vật có hoa trong họ Cúc. Loài này được (Grierson) Anderb. & S.E.Freire mô tả khoa học đầu tiên năm 1989.